# 盐崎恭久
盐崎恭久（1950年11月7日—），日本政治人物，生於愛媛縣松山市，是前總務廳長官鹽崎潤的長子。第17、18任厚生勞動大臣。
盐崎先后就读于东京大学和哈佛大学约翰·F·肯尼迪政府学院，毕业后就职于日本银行。1993年當選日本眾議院愛媛縣第一選區議員，2005年担任小泉纯一郎内阁外务副大臣，2006年9月26日担任安倍晋三的内阁官房长官，2007年8月卸任。
2014年被任命為第二次安倍改造內閣的厚生勞動大臣，日銀出身的鹽崎積極推動年金積立金管理運用独立行政法人（GPIF）的改革，備受關注。
2017年11月，就任自民黨黨·政治制度改革實行本部長。
2018年10月，就任自民黨行政改革推進本部長。

## 外部連結
- 鹽崎恭久官方網站

| 官衔                     | 官衔                                   | 官衔                   |
| ------------------------ | -------------------------------------- | ---------------------- |
| 前任： 田村憲久          | 厚生勞動大臣 第17、18代：2014年—2017年 | 繼任： 加藤勝信        |
| 前任： 安倍晋三          | 內閣官房長官 第73代：2006年—2007年     | 繼任： 與謝野馨        |
| 前任： 逢澤一郎 谷川秀善 | 外務副大臣 2005年 - 2006年             | 繼任： 岩屋毅 淺野勝人 |
| 議會席位                 |                                        |                        |
| 前任： 柳本卓治          | 眾議院法務委員長 2004年 - 2005年       | 繼任： 石原伸晃        |